# Hit Radio N1
Hit Radio N1 est une radio privée allemande de Nuremberg.

## Histoire
Radio N1 obtient le 25 juillet 1986 l'une des cinq fréquences accordées parmi trente-six candidats. Elle commence à émettre le 1er décembre et diffuse ses premiers programmes deux jours plus tard.

## Programmes
La station joue des tubes actuels pour des auditeurs de 20 à 40 ans et leur propose des services et des actions ciblés.

### Source de la traduction
- (de) Cet article est partiellement ou en totalité issu de l’article de Wikipédia en allemand intitulé « Hit Radio N1 » (voir la liste des auteurs).